# 세계대관

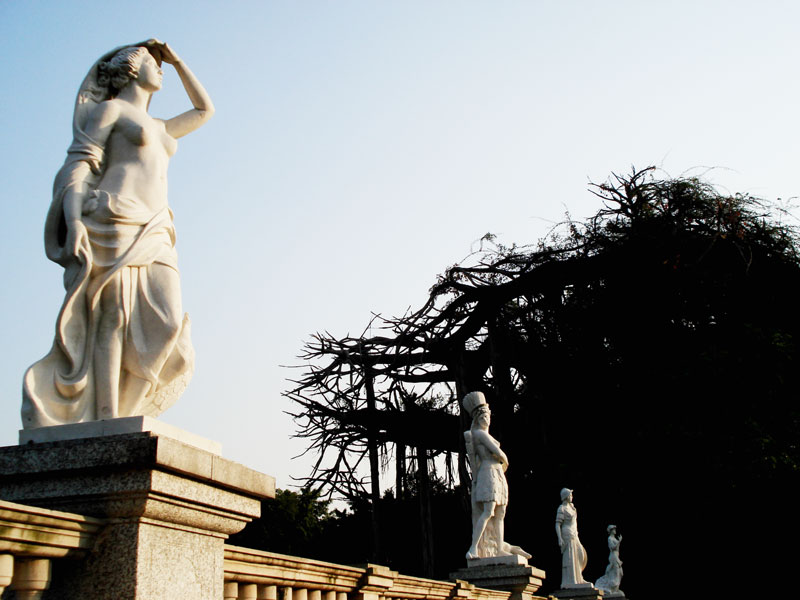
세계대관

세계대관(중국어 간체자: 世界大观, 정체자: 世界大觀)은 중화인민공화국 광둥성 광저우시 톈허 구에 있던 테마파크이다. 면적은 710,000m2이며 세계 각지에 있는 랜드마크들의 미니어처를 전시했다.
1995년에 개관했으며 약 56,700,000 위안(런민비)이 건설 비용으로 투입되었다. 2009년에 관광객 감소로 인한 재정 문제로 인해 폐관되었다.

## 같이 보기
- 베이징 세계공원
- 세계지창